# Ammanford
Ammanford (Rhydaman in het Welsh) is een plaats in het Welshe graafschap Carmarthenshire.
Ammanford telt 5299 inwoners.

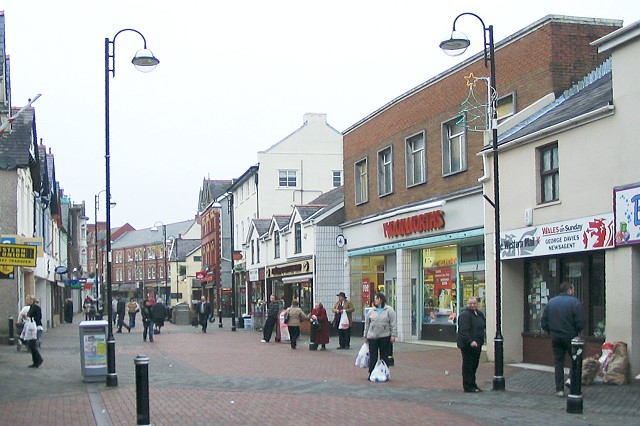
Quay Street
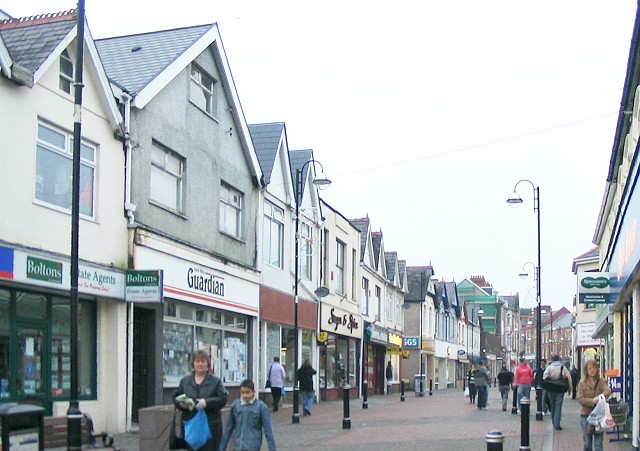
Quay Street
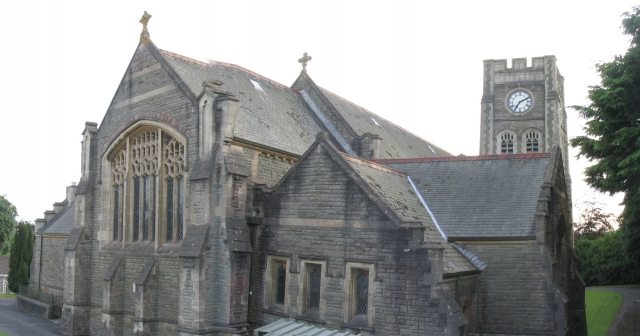
All Saints Church

## Geboren
- John Rhys-Davies (1944), acteur
- Owain Wyn Evans (1986),

journalist, BBC presentator